# Katsuhiko Ishibashi
Katsuhiko Ishibashi (石橋 克彦 Ishibashi Katsuhiko?,  8 de agosto de 1944) es un profesor en el Centro de Investigación para la Seguridad y Protección Urbana en la Escuela de Graduados de Ciencias de la Universidad de Kōbe, Japón y un sismólogo quien ha escrito extensivamente en las áreas de la sismicidad y la sismotectónica en y alrededor de las islas japonesas. Él recientemente acuñó el término genpatsu-shinsai (原発震災), de las palabras japonesas para energía nuclear y desastre sísmico.
Katsuhiko Ishibashi ha dicho que la historia de accidentes nucleares de Japón surge de una sobreconfianza en la ingeniería de las plantas. Él fue un miembro de un subcomité del gobierno japonés del año 2006 encargado de revisar las directrices nacionales sobre la resistencia a los terremotos de las centrales nucleares y publicado en el año 2007. Su propuesta de que el comité debería revisar los estándares para la exploración de las fallas activas fue rechazado y, en la reunión final del comité él renunció denunciando que el proceso de revisión fue 'no científico' y que el resultado estaba arreglado para ajustarse a los intereses de la Japan Electric Association, que tenía 11 de los 19 miembros del subcomité del gobierno y que entre otros problemas la guía era 'seriamente defectuosa' como una consecuencia porque subestimaba el diseño base del movimiento del terreno en un terremoto.
En mayo de 2011, él dijo si Japón hubiera enfrentado los peligros antes, podríamos haber prevenido lo ocurrido en Fukushima".

## Publicaciones
- Ishibashi, K., "Why worry? Japan's nuclear plants at grave risk from quake damage", International Herald Tribune y The Asia-Pacific Journal: Japan Focus (11 de agosto de 2007)
- Ishibashi, K., "Status of historical seismology in Japan", Annals of Geophysics', Vol. 47, 339-368 (2004)
- Ishibashi, K., "Seismotectonic modeling of the repeating M 7-class disastrous Odawara earthquake in the Izu collision zone, central Japan", Earth Planets Space, Vol. 56, 843-858 (2004)
- Miyoshi, T. and K. Ishibashi, "Geometry of the seismic Philippine Sea slab beneath the region from Ise Bay to western Shikoku, southwest Japan, Zisin" J. Seismol. Soc. Japan, Ser. 2, Vol.57, 139-152 (resumen en inglés) (2004) (en japonés)
- Itani, Y. and Ishibashi, K., "Horizontal crustal strain in the Izu Peninsula - Mt. Fuji region derived from GEONET data and its tectonic implication, Zisin", J. Seismol. Soc. Japan, Ser. 2, Vol.56, 231-243 (English abstract) (2003) (en japonés)
- Harada, T. and Ishibashi, K., "The 1958 great Etorofu earthquake was a slab event: Suggestion from the mainshock-aftershock relocation", EOS, Vol. 81, No. 22 Suppl. WP157 (2000)
- Ishibashi, K., An Era of Underground Convulsions: A Seismologist Warns, Iwanami Paperbacks, Iwanami Shoten (1994) (en japonés)